# (26208) 1997 QJ3
(26208) 1997 QJ3 es un asteroide perteneciente al cinturón de asteroides, región del sistema solar que se encuentra entre las órbitas de Marte y Júpiter.
Fue descubierto el 28 de agosto de 1997 por Atsushi Sugie desde el Observatorio Astronómico Dynic.

## Designación y nombre
Designado provisionalmente como 1997 QJ3.

## Características orbitales
1997 QJ3 está situado a una distancia media del Sol de 2,462 ua, pudiendo alejarse hasta 2,751 ua y acercarse hasta 2,174 ua. Su excentricidad es 0,117 y la inclinación orbital 6,027 grados. Emplea 1411,35 días en completar una órbita alrededor del Sol.

## Características físicas
La magnitud absoluta de 1997 QJ3 es 14,87. Tiene 2,357 km de diámetro y su albedo se estima en 0,318.